# Ampelornis
Ampelornis is een geslacht van vogels uit de familie Thamnophilidae. Het geslacht telt één soort:
- Ampelornis griseiceps  –  Palamblamiervogel